# Amir Nasr Racing

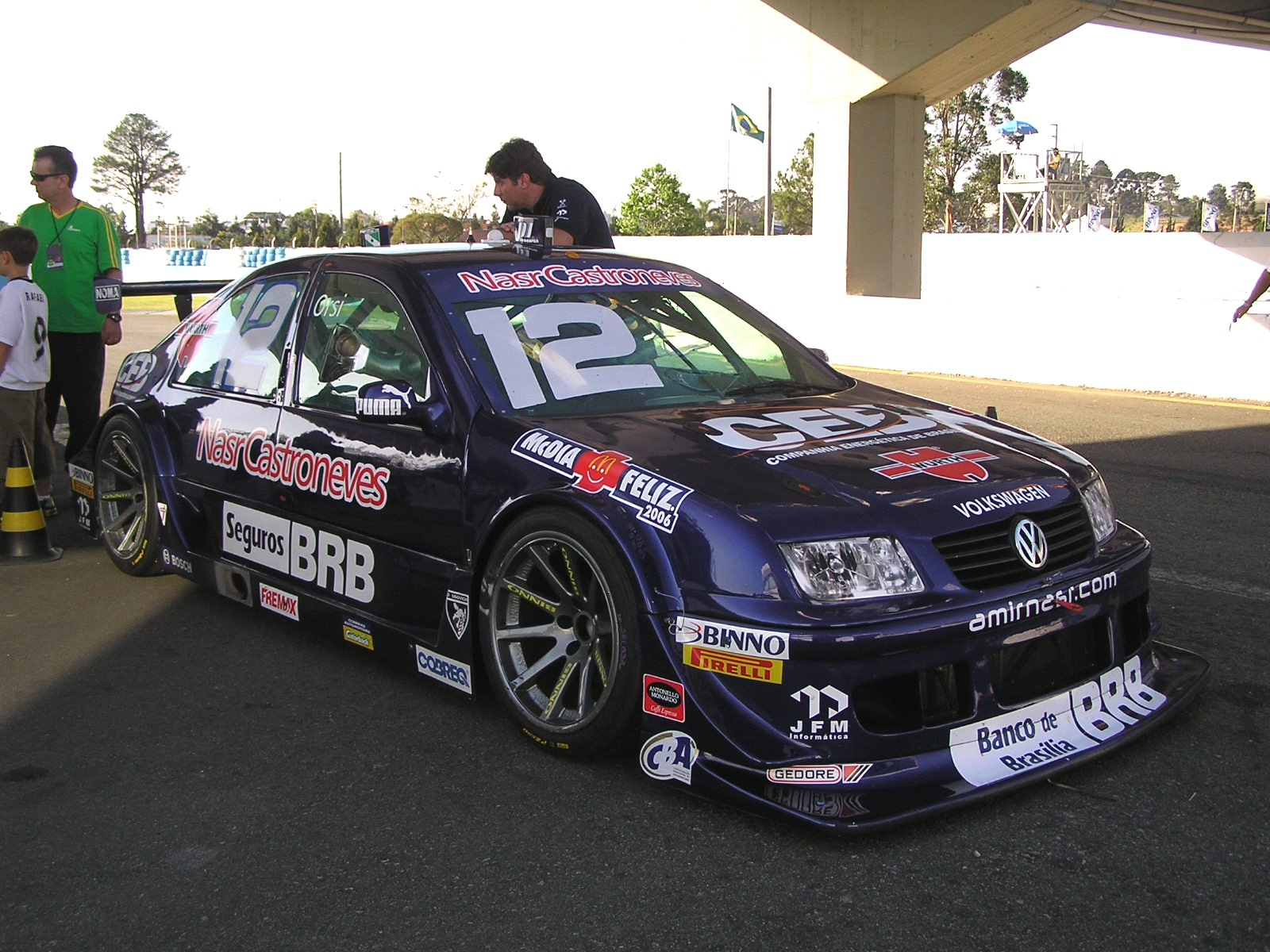
Carro de Hoover Orsi na temporada 2006.

Amir Nasr Racing é uma equipe brasileira de Stock Car.
Em 2004, Helio Castro Neves, piloto da Fórmula Indy, se associou a Amir Nasr para formar a NasrCastroneves Racing, para competir na Fórmula 3 Sul-Americana, na Stock Car e no Brasileiro de Endurance.
Em 2010, por motivos de patrocínio, a equipe inscreveu-se no campeonato da Stock Car com o nome Crystal Racing Team.